# Okręg pczyński
Okręg pczyński (serb. Pčinjski okrug / Пчињски округ) – okręg w południowo-wschodniej Serbii, w regionie Serbia Centralna. Nazwa pochodzi od rzeki Pczińa.

## Podział administracyjny
Okręg dzieli się na następujące jednostki:
- miasto Vranje
- gmina Bosilegrad
- gmina Bujanovac
- gmina Preševo
- gmina Surdulica
- gmina Trgovište
- gmina Vladičin Han

## Demografia
- 147 046 – 64,58% – Serbowie
- 54 795 – 24,07% – Albańczycy
- 12 073 – 5,30% – Romowie
- 8 491 – 3,73% – Bułgarzy
- pozostali